# Christopher Fox
Christopher Fox (* 10. März 1955 in York) ist ein englischer Komponist.
Fox studierte an den Universitäten von Liverpool, Southampton und York; zu seinen Lehrern gehörten Hugh Wood und Jonathan Harvey. 1984 promovierte er im Hauptfach Komposition an der Universität York. 1984–94 unterrichtete er Komposition bei den Internationalen Ferienkursen für Neue Musik Darmstadt. 1987 lebte er im Rahmen des Künstlerprogrammes des DAAD in West-Berlin. 1994 folgte er einem Ruf als Kompositionsprofessor an das Music Department der Universität Huddersfield. Seit 2006 ist er Professor an der Musikfakultät der Brunel University in London. Seine Musik wird international aufgeführt, produziert und gesendet. Fox ist außerdem häufig als Textautor zu musikalischen Themen tätig. Neben Werken für den Konzertsaal arbeitet Fox auch mit bildenden Künstlern oder dem Dichter Ian Duhig zusammen.
Ein wichtiger Aspekt in Fox’ Musik ist ihre enorme stilistische Bandbreite. Während sein Hauptaugenmerk auf systems music (einer experimentellen, speziell britischen Form der Minimal Music) und einem systematischen Ansatz zu liegen scheint, hat seine Musik auch eine politische Funktion. Sie wendet psychologische und andere Denkmodelle auf musikalische Strukturen und Inhalte an und ist damit zutiefst in der Darmstädter Nachkriegstradition verwurzelt. Zugleich lebt sie in einer Welt der Gleichzeitigkeit unterschiedlicher musikalischer Haltungen, die auch Bezüge zu Popkultur, historischer und interkultureller Musik miteinbezieht.
Zu seinen Werken gehören komplexe, mikrotonale Kammermusiken, größer besetzte Ensemblestücke, Tonbandcollagen, minimalistische Stücke für Gitarren und Saxophone sowie Solostücke für verschiedene klassische Instrumente. Wie zuvor Tippett kombiniert er die Liebe zu den Vereinigten Staaten und allgemein zum Modernen mit der Verwurzelung im strengen Denken der europäischen Moderne. Dies spiegelt sich in seiner Verbindung zu Komponisten wider, über die er auch schreibt, wie zum Beispiel Richard Barrett (Plattentext zu 'Vanity' sowie veröffentlichte Rezensionen), Michael Finnissy und James Clarke (Plattentext für eine Kammermusik-CD bei NMC Records), literarische Zusammenarbeit, programmatische Überlegungen und langjährige berufliche Verbindung zu Interpreten wie etwa Apartment House (2004 „ZONE“, Zeit-Ort-Name und 1989 „Skin“), dem Ives Ensemble (2001 „Everything You Need To Know“ mit variabler Spieldauer von 10 bis 88 Minuten), dem Orkest De Volharding (seit 2004 Arbeit an „Class Action“, ein 80-Minuten-Werk) und Ian Pace (Sammel-CD seiner Klaviermusik).
Fox’ musikalische Schriften sind vielfältig publiziert worden – unter anderem in den Zeitschriften Contact (als deren Herausgeber er fungierte), Contemporary Music Review, Musical Times und Tempo. Sie beschäftigen sich in erster Linie mit Neuer Musik, besonders experimentellen, minimalistischen und komplexen Strömungen amerikanischer und europäischer Musik. Er war als Mitherausgeber an Von Kranichstein zur Gegenwart (1996, DACO Verlag, Stuttgart) zum 50-jährigen Bestehen der Darmstädter Ferienkurse, sowie an Uncommon Ground: The Music of Michael Finnissy (1998, Ashgate Press, Aldershot) beteiligt.

## Werke (Auswahl)
- Too Far: Showing and Telling (2014) für Sopran. Text: Juliana von Norwich (Revelations of Divine Love). UA 29. Juli 2014 Düsseldorf (Kunstraum). Irene Kurka (Sopran und Performance)